# Naisten SM-sarja 1997/98
Die Saison 1997/98 war die 16. Austragung der höchsten finnischen Fraueneishockeyliga, der Naisten SM-sarja. Die Ligadurchführung erfolgte durch den finnischen Eishockeybund Suomen Jääkiekkoliitto. Den Meistertitel sicherte sich zum zweiten Mal in der Vereinsgeschichte JYP Jyväskylä und verteidigte damit ihren Titel aus dem Vorjahr. Die Mannschaft von Joensuun Kiekko-Karhut verlor die Relegation gegen TPS und stieg in die zweite Spielklasse ab.

## Modus
Jede Mannschaften spielte 24 Spiele. Für einen Sieg gab es 2 Punkte, für ein Unentschieden einen. Die ersten vier Mannschaften der Vorrunde qualifizierten sich für das Play-off-Halbfinale. 

## Vorrunde
| Platz | Name                   | Spiele | S  | U | N  | Tore   | Punkte |
| ----- | ---------------------- | ------ | -- | - | -- | ------ | ------ |
| 1.    | Kiekko-Espoo           | 14     | 13 | 0 | 1  | 96:016 | 26     |
| 2.    | Kärpät Oulu            | 14     | 13 | 0 | 1  | 69:019 | 26     |
| 3.    | Ilves Tampere          | 14     | 9  | 0 | 5  | 96:030 | 18     |
| 4.    | Shakers Kerava         | 14     | 8  | 1 | 5  | 55:032 | 17     |
| 5.    | JYP Jyväskylä          | 14     | 6  | 1 | 7  | 47:041 | 13     |
| 6.    | Tappara Tampere        | 14     | 3  | 0 | 11 | 23:074 | 6      |
| 7.    | TPS Turku              | 14     | 2  | 0 | 12 | 17:100 | 4      |
| 8.    | Joensuun Kiekko-Karhut | 14     | 1  | 0 | 13 | 19:110 | 2      |

## Hauptrunde
(kumulierte Tabelle aus Vor- und Hauptrunde)
| Platz | Name            | Spiele | S  | U | N  | Punkte | Tore    |
| ----- | --------------- | ------ | -- | - | -- | ------ | ------- |
| 1.    | Kiekko-Espoo    | 24     | 20 | 0 | 4  | 40     | 148:044 |
| 2.    | Kärpät Oulu     | 24     | 19 | 0 | 5  | 38     | 110:053 |
| 3.    | Ilves Tampere   | 24     | 17 | 0 | 7  | 34     | 144:052 |
| 4.    | JYP Jyväskylä   | 24     | 13 | 1 | 10 | 27     | 089:065 |
| 5.    | Shakers Kerava  | 24     | 10 | 1 | 13 | 21     | 087:071 |
| 6.    | Tappara Tampere | 24     | 3  | 0 | 21 | 6      | 035:153 |

## Play-offs

### Halbfinale
In den Halbfinalspielen konnten sich Kärpät Oulu und JYP Jyväskylä durchsetzen. Dabei hatte die Mannschaft aus Jyväskylä den Hauptrundensieger Kiekko-Espoo eliminiert.
|                              | Serie | Spiel 1             | Spiel 2             |
| ---------------------------- | ----- | ------------------- | ------------------- |
| Kärpät Oulu – Ilves Tampere  | -:-   | -:- (-:-, -:-, -:-) | -:- (-:-, -:-, -:-) |
| JYP Jyväskylä – Kiekko-Espoo | -:-   | -:- (-:-, -:-, -:-) | -:- (-:-, -:-, -:-) |

### Finale
Die Finalspiele wurden von JYP Jyväskylä gewonnen.
|                             | Serie | Spiel 1             | Spiel 2             |
| --------------------------- | ----- | ------------------- | ------------------- |
| JYP Jyväskylä – Kärpät Oulu | -:-   | -:- (-:-, -:-, -:-) | -:- (-:-, -:-, -:-) |